# Kristian Pulli
Kristian Pulli (né le 2 septembre 1994 à Jämsä) est un athlète finlandais spécialiste du saut en longueur.

## Biographie
En 2020 il bat le record de Finlande du saut en longueur avec la marque de 8,27 m, ce qui améliore le record précédent, qui appartenait à Tommi Evilä.
En 2021, lors des championnats d'Europe en salle, il se classe troisième de l'épreuve du saut en longueur en établissant un nouveau record national en salle avec 8,24 m. 

### Palmarès
| Date | Compétition                    | Lieu     | Résultat | Épreuve     | Temps   |
| ---- | ------------------------------ | -------- | -------- | ----------- | ------- |
| 2013 | Championnats d'Europe juniors  | Rieti    | 2e       | Triple saut | 15,88 m |
| 2021 | Championnats d'Europe en salle | Toruń    | 3e       | Longueur    | 8,24 m  |
| 2021 | Jeux olympiques                | Tokyo    | 9e       | Longueur    | 7,92 m  |
| 2022 | Championnats du monde en salle | Belgrade | 11e      | Longueur    | 7,76 m  |

#### National
- 4 titres : 2014, 2019, 2021, 2022

### Records
| Épreuve                  | Performance | Lieu  | Date         |
| ------------------------ | ----------- | ----- | ------------ |
| Saut en longueur         | 8,27 m      | Espoo | 11 juin 2020 |
| Saut en longueur (salle) | 8,24 m      | Toruń | 5 mars 2021  |